# ハーバート・イグレシアス
ハーバート・イグレシアス（英語: Herbert Ramon "Henry" Yglesias、1867年5月14日 - 1949年8月20日）は、イギリス、ブライトン出身のフィギュアスケート選手（男子シングル）。フィギュアスケート審判員。1908年ロンドンオリンピックイギリス代表。

## 主な戦績
| 大会/年      | 1907-08 |
| ------------ | ------- |
| オリンピック | 棄権    |